# 西田こむぎ
西田 こむぎ（にしだ こむぎ、10月14日生）は、日本の女性声優。主にアダルトゲームやアダルトアニメに声をあてている。

## 人物概要
幼児キャラクターからおっとりしたお姉さんキャラクターまでこなす。
2007年から2008年には出演作が極端に少ない。その理由について、まきいづみがパーソナリティを務めていた『脱力系ラジオ リラリラリラックスタイム』の第23回（2009年3月16日配信）にゲスト出演した際に冗談混じりで語った。また、同番組内で今年はゲームへの出演もするという旨の発言をしている。

## 出演
太字は主役またはヒロイン。

### PCゲーム

#### 2001年
- Sacrifice 〜制服狩り〜（相嶋 流佳）
- Love Forever I Progress（柄杜 瞳子）
- 水夏（京谷 透子）
- univ 〜恋・はじまるよっ〜（持田 祥子）
- サフィズムの舷窓（イライザ・ランカスター）
- Lipstick ADV 4（北川 真理）

#### 2002年
- だぶるまいんど（竜宮寺 美沙子）
- メイクLOVE!+ 〜ぷらす〜（役名不明）
- 悪戯4 〜俺たちの戦闘車両〜（乃木深雪）
- D.C. White Season 〜ダ・カーポ ホワイトシーズン〜（白河 暦）
- うたう絵本4（白河 暦）
- 傷モノの学園 -case of saint spica-（ベルーチェ・キャロライン、岩谷 真美）
- 新人看護婦・美帆（洋子）
- ネジレ（白鳥 千春）
- ももこちゃん for Me R 外伝（相野 香澄）
- Blue-Sky-Blue【s】〜空を舞う翼〜（木桧 まどか）
- すらっぷスティック（泉マリア、魔裏亞）
- Sultan 〜The Lovesong is Forever〜（フェレース）
- MOON.DVD Final Version（名倉 友里）
- 朝の来ない夜に抱かれて -ETERNAL NIGHT-（榊原 南美）
- D.C. 〜ダ・カーポ〜（白河 暦）
- しっぽのきもち（朋）
- MMN 〜マシンメイデン・ネクスト〜（レナ）
- ピンク・パンツァー 〜ピンクの象〜（百武 比奈、皇 麗星、タリア）
- Maids in Dream（苺）
- ハヤシ迷作劇場（ドロシー）
- メイクLOVE! -SLAVE LOVE-（役名不明）
- Ripple 〜ブルーシールへようこそっ〜（河野 夕奈）
- まお〜っ娘クライシス（天源 佐代子）
- 凌辱痴漢地獄（仙道 加奈子）
- 腐り姫（簸川 夏生）
- 雨に歌う譚詩曲 -A rainbow after the rain-（森永 みつき）
- ウエイトレスさんハイ!（鹿取 水穂）
- 黒魔法少女サディスティック妖子（黒瓜 妖子）

#### 2003年
- あきばこ（日本橋 ヒメ子）
- ゆきうた（蓮田 弘美）
- 傷モノの少女 〜傷モノの学園・外伝〜（立木 雛、有馬 美冬）
- 淫乳女子校生・凌辱指導要領（近藤 ゆりあ）
- なついろ〜星降る湖畔の夏休み〜（入江 茉莉）
- アキバ系彼女（蒼井 恋）
- 華夏楼（九条 椿）
- うたう♪タンブリング・ダイス（十津川 なつめ）
- 凌辱制服女学園（七瀬 遥）
- 私立アキハバラ学園（日本橋 ヒメ子）
- Magistr Temple（高宮 由紀）
- 魔法天使ミサキ（桜庭 美咲）
- 黒の図書館（桧原 明日奈）
- 光を… でらっくす（天乃 皐月、小百合）
- カスタム隷奴II＋（役名不明）
- 金曜日の仔猫（伏）
- 水夏 〜おー・157章〜（京谷 透子）
- Angel Crown（武田 恵＜桐山 ひばり）
- 尽くして雀（月野 サラシア）
- ONE2 〜永遠の約束〜 with Voice（深月 遥）
- サマー・ラディッシュ・バケーション!!（二条 若葉）
- RUN（ナナ）
- 地っ球の平和をま〜もるためっ!! Vol.1〜4（明科 江理）
- カスタム隷奴II（役名不明）

#### 2004年
- ぬいぐるまー（まるるん）
- 裏入学 〜淫液に濡れた教科書〜（比奈瀬 実咲）
- しまいま。（神無 静流）アリスの館7に収録
- ミセス・ジャンキー（青木日 菜子）
- 姉とボイン（花丸れもん、花丸 時子）
- 隷嬢学園 〜煉獄の学舎〜（早瀬 あおい）
- DUEL SAVIOR 〜デュエル・セイヴァー〜（ベリオ・トロープ）
- 水夏A.S+（京谷 透子）
- Eighteen 〜美少女痴漢遊戯〜（萌木乃 未亜）
- 訪問犯売 〜大人のおもちゃいりませんか?〜（桃井 唯）
- 特別病棟（成瀬 知佳）
- サマー・ラディッシュ・バケーション!! 1.1（二条 若菜）
- サフィズムの舷窓 -an epic-（イライザ・ランカスター）
- 突撃天使かのん（雪吹 霧香）
- Dear My Friend（栗原 月夜）
- 姉・オレ・妹 〜教師、同級生、後輩のカンケイ〜（鳳凰院 翔子）
- 巣作りドラゴン（リ・ルクル・エルブワード）
- 美喰 -びしょく-（長瀬 ちさと）
- D.C.P.C. 〜ダ・カーポ〜 プラスコミュニケーション（白河 暦）
- Blaze of Destiny II -The beginning of the fate-（ロゼッタ・ミゼルハイト）
- 魔女の贖罪（ミアリ[?]<左記、役名非公開）
- 最終痴漢電車 DVD EDITION（森美里）
- 水泳教室 〜冬でもスクール水着〜 （風鈴）
- フィルナンシス（アルスナ）
- MOEラブ 〜なついろ萌黄寮〜（古河 美樹奈）
- 朱華（朱雀）
- 放課後〜濡れた制服〜（佐野 郁美）
- お嬢様イケません!（御子柴 かおる）
- フェチ 表の記憶。（真田 雫）
- フェチ 裏の記憶。（真田 雫）
- カスタム隷奴II DVD（役名不明）
- 凌姫 〜淫らに響く復讐の輪舞曲〜（シェリー）
- PARADISE LOST（アスト）

#### 2005年
- Dear My Friend Complete version（栗原 月夜）
- 忍ココロ（不知火 遥）
- FESTA!! -HYPER GIRLS POP-（ですの少女、七夜）
- GALZOOアイランド
- モノごころ、モノむすめ。（向塚 紗夕、しま）
- ひめしょ!（ヤガミ・コハル）
- Nursery Rhyme -ナーサリィ☆ライム-（敷島・クルル、マリー・ケリー）
- 画師 〜隠された思い〜（宇都宮 京）
- 天使のひめごと（羽白 綾）
- 全て奪ってやる!（一条 木葉、ルイの母親）
- ダンシング・クレイジーズ
- 炎の孕ませ転校生（スージー・ハミルトン、片瀬 亜紀、御神 優子）
- 月面基地前プレミアムBOX　vol.1 「ぼくのたいせつなもの Full Voice Version」（冬木茉 優子）
- 冥色の隷姫 〜緩やかに廃滅する青珊瑚の森〜（ユーディット・ウェスランド）
- 痴漢者トーマスII（志摩鳥 穂乃香）
- DUEL SAVIOR JUSTICE 〜デュエルセイヴァー ジャスティス〜（ベリオ・トロープ）
- SWAN SONG（小池 希望）
- 女教師　DVD EDITION（朝倉 理奈）
- 七人のオンラインゲーマーズ（流川 小羽、ユニコのマネージャー）
- ふたりでマーヴルしちゃいます! 〜昨日の敵は今日も恋人!?〜（長尾 みく）
- 人妻ネットオークション（新宮 まひろ、真神 さや）
- エレベーターパニック（八王子 翼）
- 絶対地球防衛機 メガラフター（桐山 ヒカリ、リトルグリーン）
- 純愛商店街（大神田 舞）
- 双子姫乳×3（リィーナ、エリザ）
- ジオグラマトン（サンディ・ネーブル）
- 姉☆孕みっくす 〜姉&死神お姉さんと一週間〜（魅奈）
- 南国ドミニオン（ナレーション）
- 尽くしてあげちゃう5 〜求める乙女たち〜（高井 綾瀬）
- 凌姫〜淫らに響く復讐の輪舞曲〜（シェリー）

#### 2006年
- 蒼天のセレナリア -What a beautiful world-（ヤーロ）
- 柊坂の旧館R（藍田 理砂）
- はちゅかの（鮎並 千里）
- School ぷろじぇくと☆（桜 小桃）
- こいいろChu! Lips(夜桜 芽衣)
- グリンスヴァールの森の中 〜成長する学園〜（役名不明）
- 魔法が世界を救います!（リカ・レクテューレ）
- 妻とママとボイン（四ツ葉 木紗絵、花水 木冥）
- AXIA（アーネリア・フローリス・エーテルハート）
- よくばりサボテン（瀬名川 早月、神無 静流）
- 逃亡者毒島音露 第五話 〜砂時計のメイド編〜（金谷 美鈴）
- その横顔を見つめてしまう 〜A Profile 完全版〜（葉山 莉寿）
- もしも明日が晴れならば（野乃崎 明穂）
- 鳳凰戦姫 舞夢（神鳳 舞夢）

#### 2007年
- 処女奪館（七布施 和音）
- しゅが☆ぽ!（敷島・クルル）

#### 2008年
- 少女魔法学リトルウィッチロマネスク editio perfecta（カヤ･シャビエ）

#### 2009年
- あい☆きゃん（藤堂 美夕）
- SHUFFLE! Essence+（デイジー）
- アトリの空と真鍮の月（神室立花）
- 絶対★魔王 〜ボクの胸キュン学園サーガ〜（リュアナ・ドロワーズ）

#### 2010年
- 素晴らしき日々 〜不連続存在〜（間宮 羽咲）

#### 2011年
- PARADISE LOST 新装版（アスト）

### コンシューマーゲーム
2002年
- 水夏（京谷 透子）
- WATER SUMMER（京谷 透子）

2003年
- 水夏 〜SUIKA〜 全年齢版（京谷 透子）
- Blue-Sky-Blue【s】〜空を舞う翼〜（木桧 まどか）

2004年
- なついろ 〜星屑のメモリー〜（入江 茉莉）
- うたう♪タンブリング・ダイス 〜私たち3人、あ・げ・る〜（十津川 なつめ）

2005年
- DUEL SAVIOR DESTINY 〜デュエルセイヴァー デスティニー〜（ベリオ・トロープ）
- Dear My Friend 〜Love like powdery snow〜（栗原 月夜）

2006年
- FESTA!! -HYPER GIRLS PARTY-（ですの少女）

### OVA
- 姉とボイン（花丸 れもん[1]、時子）
- アキバ系彼女(蒼井 恋)
- Maids in Dream(苺)
- 水夏 〜SUIKA〜(京谷 透子)
- 妻とママとボイン[2]

### ドラマCD
- 私立アキハバラ学園 オリジナルドラマ「おんなのこのヒミツ」(日本橋 ヒメ子)
- 水夏 〜SUIKA〜 第三章 柾木茜・京谷透子(京谷 透子)
- 水夏 〜SUIKA〜 公式ビジュアルファンブック付属ドラマCD(京谷 透子)
- Nursery Rhyme 〜ナーサリィ☆ライム〜 ドラマCD 『Life is sweet』（敷島・クルル）
- もしも明日が晴れならば ドラマCD（2006年、野乃崎 明穂）

### ボーカル
- 月面基地前プレミアムBOX　vol.1 『ぼくのたいせつなもの Full Voice Version』主題歌「いつか行ったあの場所へ」
- 魔法天使ミサキ 主題歌「遙かなる道を〜I pray shinnin' star〜」
- RUN 主題歌「風のように」
- 黒魔法少女 サディスティック妖子 主題歌「キング・オブ・魔女っ子　妖子」
- 黒魔法少女 サディスティック妖子 挿入歌「MY SWEET 黒魔法」